# Бураго, Дмитрий Сергеевич
Дмитрий Сергеевич Бураго (род. 28 октября 1968, Киев) — украинский поэт, издатель и культуртрегер. 
Лауреат литературной премии имени Леонида Вышеславского (2007), премии НСПУ им. Н. Ушакова (2008), Международной премии им. Арсения и Андрея Тарковских (2011), литературной премии имени Кириенко-Волошина (2018). Член Национального союза писателей Украины.

## Биография
Родился в семье литературоведа и издателя С. Б. Бураго. Учился в средней школе № 38 им. Молчанова и средней школе при посольстве СССР в Гаване. Вспоминал: "Я жил на Кубе с отцом, окончил там школу и, естественно, был увлечен Островом Свободы – это как первая любовь". Окончил филологический факультет Киевского педагогического института имени А.М. Горького (1990). В 1990-е годы преподавал историю мировой художественной культуры и зарубежную литературу в средней-школе-гимназии № 153 им. А. С. Пушкина и в Институте повышения квалификации учителей. С 2008 г. читает зарубежную литературу на кафедре русской и зарубежной литературы в НПУ им. М. Драгоманова.
Публиковался в журналах «Континент», «День поэзии», «Радуга», «Многоточие», «Самватас», «Collegium», «Соты», «Юрьев день», «София», «Футурум Арт», «Альманахе Поэзия», в «Антологии русского верлибра», антологии «Русские поэты Украины», антологии стихов о войне «Время Ч», поэтической антологии «Киев XX век» и др.
Автор поэтических книг: «Эхо мертвого города» (1992), «Здесь» (1996), «Поздние времена» (1998), «Шум словаря» (2002), «Спичечный поезд» (2008), «Киевский сбор» (2011), «Снеговик» (2015), «Избранное» (2018), «Московский мост» (2019).
В «Хронике литературной жизни Москвы» (2002) отмечалось:
«Стихи Бураго, версификационно достаточно изощрённые (в новой книге есть стихопроза, верлибры, нерифмованный дольник и пр.) и изящные, по образному ряду восходят к традициям Пастернака и, возможно, Тарковского и Левитанского; есть также элементы звукописи в позднефутуристическом духе, воспринятом скорее сквозь шестидесятническую традицию.»

В то же время, Александр Карпенко в рецензии на книгу «Московский мост» (2019) говорит о том, что :
«Дмитрий Бураго – модернист, прошедший через увлечение многоликим авангардом. Однако, по большому счёту, его стихи тяготеют к эстетике Серебряного века в его поздней версии. На мой взгляд, это неоакмеизм, подчас с некоторыми элементами обэриутства, которое проявляется у Бураго в виде им придуманных неологизмов.»
Является организатором ежегодной международной научной конференции «Язык и культура» им. проф. С. Б. Бураго. Издатель современной научной и художественной литературы, Научно-художественного журнала «COLLEGIUM», Художественного журнала «Соты», книжной серии «И свет во сне светит,/ И тьма не объяла его». Проводит ежемесячные вечера «Журнал на сцене „COLLEGIUM“» в Доме Актёра, принимает активное участие в организации мероприятий на Украине и за рубежом.

## Отзывы
Дмитрий Бураго - человек высокой культуры и тонкой интуиции. Его стихи - в высшей степени изящная словесность, корни которой уходят в серебряный век русской поэзии. О чём бы ни писал Дмитрий (а диапазон его поэтической речи чрезвычайно широк!), в его произведениях обращают на себя внимание, прежде всего, язык и звук. Дмитрий Бураго - страстный жизнелюб, "гурман" бытия. Философский эпикуреизм помогает ему острее ценить каждый прожитый миг.
Александр Карпенко

## Награды
- Почётная грамота Правительственной комиссии по делам соотечественников за рубежом (2009)[4].